# Слюсар Максим Максимович
Максим Максимович Слюсар (нар. 1 липня 1997, Луганськ, Україна) — український футболіст, півзахисник «Славії-Мозир».

## Клубна кар'єра
Вихованець луганської «Зорі». У юнацькому віці півроку виступав за донецький «Металург», пізніше повернувся в рідний клуб, де почав грати за молодіжний склад. Дебютував за першу команду «мужиків» 24 серпня 2014 року в переможному (2:0) виїзному поєдинку 1/16 фіналу кубку України проти кременчуцького «Кременя». Максим вийшов на поле на 46-й хвилині, замінивши Віталія Квашука. Той матч для Слюсаря виявився єдиним у першій команді «Зорі». У грудні 2015 року разом з групою інших гравців «Зорі» був виключений з клубу за підозрою в участі в договірних матчах. Після відходу з «Зорі» повернувся до окупованого Луганську, у 2016 році захищав кольори місцевого фейкового клубу «Спартак», який виступав у чемпіонаті так званої ЛНР.
У січні 2017 року прибув на перегляд у білоруський клуб «Славія-Мозир» і зрештою став гравцем команди. Розпочав сезон одним з основних нападників мозирян, спочатку виходив у стартовому складі, згодом почав частіше виходити на заміну. За підсумками сезону 2017 року «Славія» втратила місце у Вищій лізі, й незабаром після цього Слюсар залишив мозирський клуб. Однак, на початку 2018 року, отримавши статус нелегіонера в Білорусі, знову приєднався до «Славії». У сезоні 2018 року допоміг мозирському клубу повернутися до Вищої ліги, а сам з 13 голами став найкращим бомбардиром команди.

## Кар'єра в збірній
У 2013 році у футболці юнацької збірної України U-16 зіграв 2 матчі.

## Досягнення
- Перша ліга Білорусі
  -  Чемпіон (1): 2018